# Meződ
Meződ es un pueblo ubicado en el distrito de Hegyhát, en el condado de Baranya, Hungría.

## Superficie
Posee una superficie de 10,41 kilómetros cuadrados.

## Demografía
Hasta 2019 la población era de 113 habitantes, con una densidad de población de 10,85 habitantes por kilómetro cuadrado.